# 佩吉特行动
佩吉特行動（英語：Operation Paget）是英國倫敦警察廳於2004年成立的調查機構，旨在調查有關威爾斯王妃戴安娜王妃1997年在法國首都巴黎車禍中死亡的陰謀論。該調查機構的第一份刑事調查結果報告於2006年發表，2008年，佩吉特行動之調查結束。佩吉特行動陪審團裁定黛安娜座車司機亨利·保羅和尾隨的車輛有嚴重疏忽駕駛行為，犯非法被殺罪。